# 覆葉石松
覆葉石松（学名：Lycopodium carinatum）为石松科石松屬下的一个种。

## 扩展阅读
- 維基物種上的相關：覆葉石松